# (500439) 2012 TC166
(500439) 2012 TC166 es un asteroide perteneciente al cinturón de asteroides, descubierto el 23 de septiembre de 2012 por el equipo del Spacewatch desde el Observatorio Nacional de Kitt Peak, Arizona, Estados Unidos.

## Designación y nombre
Designado provisionalmente como 2012 TC166.

## Características orbitales
2012 TC166 está situado a una distancia media del Sol de 3,122 ua, pudiendo alejarse hasta 3,366 ua y acercarse hasta 2,878 ua. Su excentricidad es 0,078 y la inclinación orbital 11,69 grados. Emplea 2015,38 días en completar una órbita alrededor del Sol.

## Características físicas
La magnitud absoluta de 2012 TC166 es 16,8.